# 今野康晴
今野 康晴（いまの やすはる、1973年5月28日 - ）は、岐阜県恵那市出身のプロゴルファー。リライブシャツ商品アドバイザー。甥の今野大喜もプロゴルファーである。

## 略歴
12歳からゴルフを始める。東京学館浦安高校卒業後は日本大学に進学し、3年次の1994年に1年先輩の片山晋呉を破って日本アママッチプレーに優勝。4年次の1995年には日本オープンで14位に入ってベストアマを獲得したほか、関東アマ、関東学生も制した。1996年にプロテストに合格したが、最初はアジアンツアーを転戦し、1997年にマニラ・オープンではペドロ・マルティネス（ パラグアイ）、ケビン・ウェントワース（ アメリカ合衆国）、ダニー・ザラテ（ フィリピン）を抑えて初優勝を挙げている。1998年から日本ゴルフツアーのシード権を獲得すると、スコアメイク術に長けたゴルフを展開。同年にはワールドカップ日本代表に選出され、日下部光隆とコンビを組んで挑んだ団体はマティアス・グレンバーグ&パトリック・ショーランド（ スウェーデン）と並ぶ11位タイに終わる。個人ではスコット・バープランク（アメリカ）、ニック・ファルド（ イングランド）、コスタンティノ・ロッカ（ イタリア）に次ぎ、ショーランド、グレッグ・ターナー（ ニュージーランド）、ピーター・オマリー（ オーストラリア）、アンヘル・カブレラ（ アルゼンチン）、イアン・レガット（ カナダ）、コリン・モンゴメリー（ スコットランド）を抑えての4位と健闘。1999年の中日クラウンズで尾崎健夫・直道兄弟との最終日最終組対決を制して日本ツアー初優勝を挙げ、2000年にはミズノオープンで優勝。2002年にNST新潟オープン、アイフルカップで2週連続優勝を記録。
2005年はサントリーオープンで3年ぶりの日本ツアー優勝を果たし、これで賞金ランキングを一気に上げ、世界ゴルフ選手権シリーズのアメリカン・エキスプレス選手権に出場資格を得る。結果は25位タイ、イーブンパー、280ストロークであった。ワールドカップ日本代表に2度目の選出を果たし、谷口拓也とコンビを組んで出場したが、カルロス・フランコ&マルコ・ルイズ（パラグアイ）と並ぶ15位タイに終わる。12月4日、年間最終戦の「ゴルフ日本シリーズ」（出場資格は当年度の賞金ランキング25位以内のみ）で初優勝。初めてのビッグタイトル獲得で、自己最高の賞金ランキング2位でシーズンを終えた。自身初となる1億円突破を果たし、同年はパーオン率が1位であった。2009年は頸椎ヘルニアで3ヶ月休養するが、三井住友VISA太平洋マスターズで復活優勝を果たす。2011年にも首を痛めて長期離脱したが、2012年にはシードに返り咲いた。2015年は予選通過が僅か6試合と苦しいシーズンとなり、賞金シード陥落となった。2016年はQT17位の資格で挑み、賞金シード復活を目指した。
アメリカPGAツアーでは、ソニーオープン・イン・ハワイに出場経験もある。

## 優勝歴

### 日本ツアー (7)
| 勝数         |
| メジャー (1) |
| ツアー (6)   |

| No. | 日時           | 大会                                      | 優勝スコア            | 打差  | 2位                     |
| --- | -------------- | ----------------------------------------- | --------------------- | ----- | ----------------------- |
| 1   | 1999年5月2日   | 中日クラウンズ                            | -9 (73-68-65-65=271)  | 1打差 | 尾崎直道                |
| 2   | 2000年6月25日  | 全英への道 ミズノオープン                 | -14 (66-71-72-65=274) | 1打差 | 伊沢利光／ 宮本勝昌     |
| 3   | 2002年7月28日  | サトウ食品NST新潟オープンゴルフ選手権競技 | -18 (70-64-70-66=270) | 4打差 | 宮本勝昌                |
| 4   | 2002年7月25日  | アイフルカップ                            | -20 (64-66-66-72=268) | 1打差 | 伊沢利光                |
| 5   | 2005年9月11日  | サントリーオープン                        | -13 (65-64-70-68=267) | 1打差 | 小山内護                |
| 6   | 2005年12月4日  | ゴルフ日本シリーズJTカップ                | -11 (72-67-63-67=269) | 1打差 | 横田真一                |
| 7   | 2009年11月15日 | 三井住友VISA太平洋マスターズ              | -13 (69-65-68-73=275) | 2打差 | ハン・リー／ 久保谷健一 |

#### プレーオフ記録 (0-6)
※太字はメジャー大会
| No. | 年     | 大会                                   | 対戦相手                            | 内容 |
| --- | ------ | -------------------------------------- | ----------------------------------- | --- |
| 1   | 2005年 | 日本ゴルフツアー選手権宍戸ヒルズカップ | 細川和彦／ デビッド・スメイル       | プレーオフ2ホール目、今野が4オンでボギー以上が確定、スメイルはパーパットを外す。パーパットを沈めた細川の優勝。          |
| 2   | 2005年 | ANAオープンゴルフトーナメント          | 深堀圭一郎                          | プレーオフ1ホール目、両者とも2オン。今野が2パットのパー、深堀が1パットのバーディー。深堀の優勝。                        |
| 3   | 2007年 | ANAオープンゴルフトーナメント          | 篠崎紀夫／ チャワリット・プラポール | 2ホール目、今野がダブルボキーで脱落。5ホール目にプラホールがダブルボキー、篠崎はボギー。篠崎の優勝。                    |
| 4   | 2008年 | 三井住友VISA太平洋マスターズ           | 片山晋呉                            | プレーオフ1ホール目、今野がパー。片山がバーディパットを決め、片山の優勝。                                               |
| 5   | 2009年 | VanaH杯KBCオーガスタゴルフトーナメント | 池田勇太                            | 1ホール目、両者パー。2ホール目、今野が4オン。池田が3オン1パットのバーディー。池田の優勝。                               |
| 6   | 2009年 | 日本オープンゴルフ選手権競技           | 石川遼／ 小田龍一                   | 1ホール目、3者パー。2ホール目、石川3オン、今野2オンでバーディーパット外す、小田が2オン1パットのバーディー。小田の優勝。 |

### 海外
- 1997年 - マニラ・オープン